# اندیس کلاته آهنی
کلاته آهنی یک اندیس فلزی است که در حوالی شهر گناباد استان خراسان قرار دارد و مادهٔ معدنی موجود در آن، مس است.  